# Vino del Condado de Napa
El vino del Condado de Napa es un vino hecho en el condado de Napa, California, Estados Unidos.  Los nombres de condados en los Estados Unidos automáticamente califican como denominación de origen de vino producido de las uvas cultivadas en ese condados y no requieren de registración con la Agencia de Impuestos y Comercio de Alcohol y Tabaco del Departamento del Tesoro de los Estados Unidos.
La mayoría del Condado de Napa está rodeado por las AVAS del Valle de Napa AVA, una de sus denominaciones de origen.  La parte del condado que no se encuentra dentro del Valle de Napa AVA es el noreste del Valle Chiles AVA, donde se cultivan pocas uvas.  